# Anne Couppier de Romans
Anne Couppier de Romans (červen 1737 – 27. prosince 1808) byla milenka francouzského krále Ludvíka XV. v letech 1760-1765.

## Život
Anne Couppier de Romans byla dcerou úředníka z Grenoblu, Jeana Josepha Romana Coupiera a jeho manželky Marie-Madeleine Armand. V roce 1760 se seznámila s Casanovou, který jí podle horoskopu předpověděl, že se stane milenkou samotného krále. Její sestra Marie-Madeleine byla kurtizánou v Paříži a byla napojena na Dominique Guillaume Lebela, který královi sháněl milenky do jeho Parc-aux-Cerfs.

### Milenka krále
V roce 1760 se Anne stala petite maîtresse (neoficiální milenkou krále) Ludvíka XV. Odmítla se však přidat k jeho dalším milenkám v Parc-aux-Cerfs, kde v tu dobu žily Marguerite-Catherine Haynault a Lucie Madeleine d'Estaing. Namísto toho se jí podařilo vydobýt si vlastní dům v Passy, nedaleko Château de la Muette, kde ji král navštěvoval. Její dům dostal název Hotel de la Folie. Král jí udělil titul baronky de Meilly-Coulonge.
Spolu s králem Ludvíkem XV. zplodila syna Ludvíka Aimé de Bourbon (1761-1787), který se stal knězem. Král se oficiální cestou přiznal k jeho otcovství, což bylo neobvyklé vzhledem k tomu, že většina jeho milenek byla neoficiálních a k dětem mimo manželství se jako otec nehlásil.
Král často věnoval Anne zvláštní pozornost, což se nelíbilo jeho ostatním milenkám. Nejvíce byla znepokojena Madame de Pompadour, která dokonce Anne i jejího syna navštívila, aby se dozvěděla více informací, jak na tom je s životní úrovní.

### Pozdější život
V roce 1765 začala Anne udržovat intimní poměr s Louis-René de Caradeuc de La Chalotais. Ve stejném roce se o tomto vztahu dozvěděl král a Annu zapudil. Jejího syna jí odebral. Byl jí vyměřen důchod ve výši 500 tisíc liber, opět více než dostávaly ostatní královy milenky.
V roce 1772 se provdala za Gabriela Guillaume de Sirana, markýze de Cavanac. Na rozdíl od ostatních milenek si svého manžela vybrala sama, sňatek jí nebyl určen králem. Zemřela jako milionářka.